# Fiat 4 HP
Fiat 4 HP (nazywany także 3 ½ CV) – pierwszy model firmy Fiat, produkowany w latach 1899–1900.  

## Charakterystyka
Przemysłowiec Giovanni Battista Ceirano w 1898 roku nawiązał kontakt z inżynierem Aristide Faccioli, który zaprojektował samochód na bazie nadwozia bryczki konnej. Był on napędzany silnikiem o dwóch leżących, poziomych cylindrach o pojemności skokowej 663 cm³. Rozwijał moc maksymalną 2,6 kW (3,5 KM) i napędzał tylne koła za pośrednictwem łańcucha. W spółce, którą zawiązali Ceirano z Facciolim, w warsztacie przy Corso Vittorio Emanuele 9 w Turynie, rozpoczęto budowę tych samochodów. W dniu 30 kwietnia 1899 roku na międzynarodowej wystawie w Turynie pojazd miał swój debiut. Kilka miesięcy później nowo zawiązana spółka Fiat przejęła fabrykę i projekt pojazdu, zmieniając jego nazwę na Fiat 3 ½ HP.  Nadwozie mogło pomieścić jedynie 3 osoby. Łącznie powstały 24 egzemplarze.
Dane techniczne
- Prędkość maksymalna 35 km/h,
- Zużycie paliwa 8 l/100 km,
- Brak biegu wstecznego.